# گنجشک بلوطی
گنجشک بلوطی (نام علمی: Passer eminibey) نام یک گونه از سرده گنجشک‌های راستین است. این گونه کوچک‌ترین عضو از خانواده گنجشکیان و طول آن در حدود ۱۱سانتیمتر (۴٫۳اینچ) است.